# Jean Bosler
Jean Bosler (* 24. März 1878 in Angers; † 25. September 1973 in Marseille) war ein französischer Astronom, Astrophysiker und Astrochemiker mit deutschen Wurzeln. Er stammte aus einer ursprünglich aus Lothringen stammenden Familie.
Bosler war der Sohn des Lieutenant-colonel und Officier de la Légion d’Honneur Lucien Bosler, der 1895 Kompaniechef des 46e régiment d'infanterie territoriale war.
Durch Henri-Alexandre Deslandres kam Jean Bosler an das Pariser Observatorium, wo er 1908 die Spektrallinien von ionisiertem Stickstoff um den Kometen Morehouse entdeckte. Sein Doktorvater ist Henri Poincaré gewesen. Jean Bosler erhielt für seine wissenschaftliche Arbeit eine Förderung durch den Fonds Bonaparte, der sich aus finanziellen Mitteln der Akademie der Wissenschaften speiste. Der Lalande-Preis und der Guzman-Preis würdigten seine Dissertation unter der Leitung von Henri Poincaré, die er 1912 verteidigte.
Ab 1923 bis 1948 war er Direktor des Observatoriums von Marseille und Professor an der Universität Marseille.
Jean Bosler leistete einen wichtigen Beitrag im Bereich der Forschung zur Sternenentwicklung. Sogar der Nobelpreisträger Erwin Schrödinger bezog sich auf Boslers Arbeit L’evolution des etoiles.

## Auszeichnungen
- 1911 Jules-Janssen-Preis
- 1913 Lalande-Preis[6]

## Werke (Auswahl)
- Les théories modernes du soleil (1910)
- Poincare (1912)
- L’évolution des étoiles (1923)
- Cours d’astronomie (1928)
- Jeanne d'Arc était-elle la soeur de Charles VII? (1924)